# 문초희
문초희(1992년 11월 2일 ~ )는 대한민국의 가수이다. 2022년 싱글 《곁》으로 데뷔했다.

## 방송
- 콘테스트M3 (2023) - Top14
- 굿모닝 투데이
- KBS 전국노래자랑
- KBS 가요무대
- MBC 트롯챔피언
- SBS 더트롯쇼

## 음반
- 곁 (2022)
- 송이 (松伊) (2022)
- 사랑이 왔어요 (2022)
- 불타는 직방 디스코 (2023)

## 공연
- 문초희노애락 (2023)

## 수상
- 제18회 현인가요제 대상 (2022)